# Rosa albertii
Rosa albertii (шипшина Альберта) — вид рослин з родини розових (Rosaceae); поширений у центральній смузі Азії.

## Опис
Кущ заввишки 1–2 м. Гілочки сіро-коричневі або пурпурно-коричневі, голі; колючки розсіяні, прямі, стрункі, зазвичай густо щетинисті. Листки включно з ніжкою 3–8 см; прилистки в основному прилягають до ніжки, вільні частини яйцювато-ланцетні, край залозисто-запушений, верхівка загострена; ребро й ніжка запушені, залозисто-запушені й мало колючі; листочків 5–7, яйцеподібні, еліптичні, обернено-яйцеподібні або ± округлі, 8–30 × 5–18 мм, знизу запушені, зверху голі, основа округла або широко клиноподібна, край подвійно або просто пилчастий, верхівка округло-тупа або гостра. Квітка поодинока, або 2 або 3 разом, її діаметр 3–4 см; квітконіжка 1.5–3 см; приквітки яйцеподібні; чашолистків 5, яйцювато-ланцетні; пелюстків 5, білі, широко обернено-яйцеподібні. Плоди оранжево-червоні, грушоподібної або еліпсоїдної форми, діаметром 8–18 мм; після дозрівання верхівкова частина гіпантію і чашолистки опадають разом.
Період цвітіння: червень — серпень. Період плодоношення: серпень — жовтень.

## Поширення
Поширений у центральній смузі Азії: Казахстан, Киргизстан, Алтай, Монголія, північний Китай.
Населяє ліси Picea або Pinus, узлісся, схили.

## Етимологія
Вид був відкритий Альбертом Регелем у 1877 році, привезений ним до Петербурзького ботанічного саду і названий на його честь його батьком.